# Cot Uteuncut
Cot Uteuncut är ett berg i Indonesien.   Det ligger i provinsen Aceh, i den västra delen av landet, 1 800 km nordväst om huvudstaden Jakarta. Toppen på Cot Uteuncut är 485 meter över havet.
Terrängen runt Cot Uteuncut är huvudsakligen kuperad, men åt sydväst är den bergig.Runt Cot Uteuncut är det glesbefolkat, med 17 invånare per kvadratkilometer. I omgivningarna runt Cot Uteuncut växer i huvudsak städsegrön lövskog.